# Erwin Olaf
Pour les articles homonymes, voir Olaf.
Erwin Olaf Springveld, né le 2 juillet 1959 à Hilversum (Hollande-Septentrionale) et mort le 20 septembre 2023 à Groningue, est un photographe de mode néerlandais. 

## Biographie
Erwin Olaf étudie le journalisme à Utrecht avant de se lancer dans la photographie de mode et la publicité. Sa carrière prend une dimension internationale après qu'il a reçu le premier prix du concours Young European Photographer pour sa série Chessmen en 1988. Cette série fait ensuite l'objet d'une exposition au célèbre Musée Ludwig à Cologne en Allemagne. 
Ses projets personnels portent sur des sujets très variés, comme dans Paradise Portraits, où il met en scène des clowns inquiétants (« Pour moi, les clowns représentent l'anonymat et le danger. Même s'ils sont supposés amuser les enfants, ils sont effrayants »). Grief, en 2007, montre des personnages endeuillés. La série Berlin, en 2012, située dans le Berlin de l’entre-deux-guerres. 
Erwin Olaf travaille en parallèle de ses projets personnels avec des marques de renom comme Nokia, Levi's ou plus récemment pour Bottega Veneta. Il n’a cependant pas hésité à critiquer l'industrie de la mode avec sa série Fashion Victims, réalisée en 2000, qui met en scène des modèles nus aux visages couverts par des sacs de marques telles que Chanel, Gucci, Versace, Yves Saint Laurent ou encore Moschino. 
Il vivait et travaillait à Amsterdam depuis les années 1980.

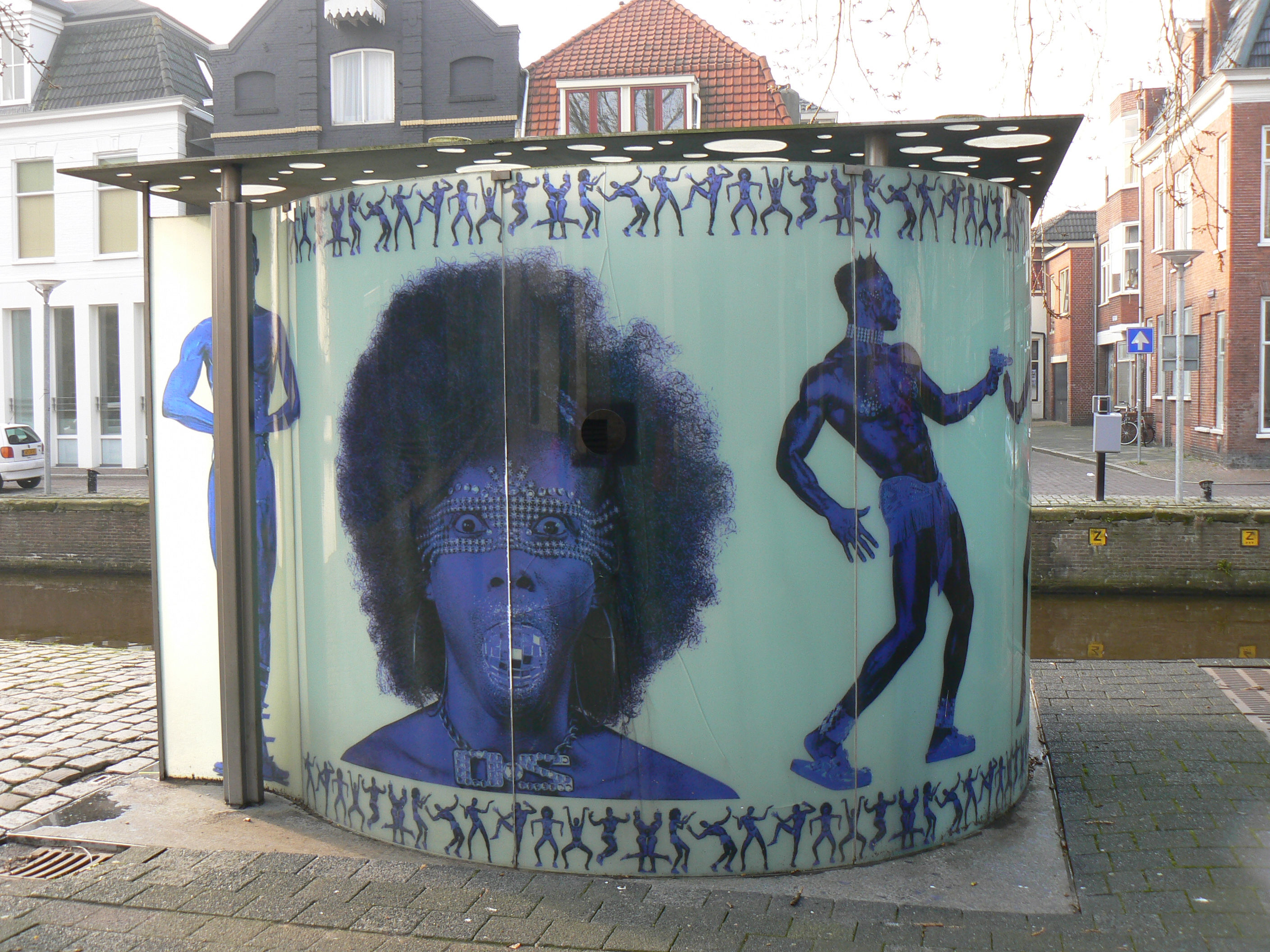
Toilette publique "Folly" par Rem Koolhaas et Erwin Olaf à Groningue (Pays-Bas), 2008.
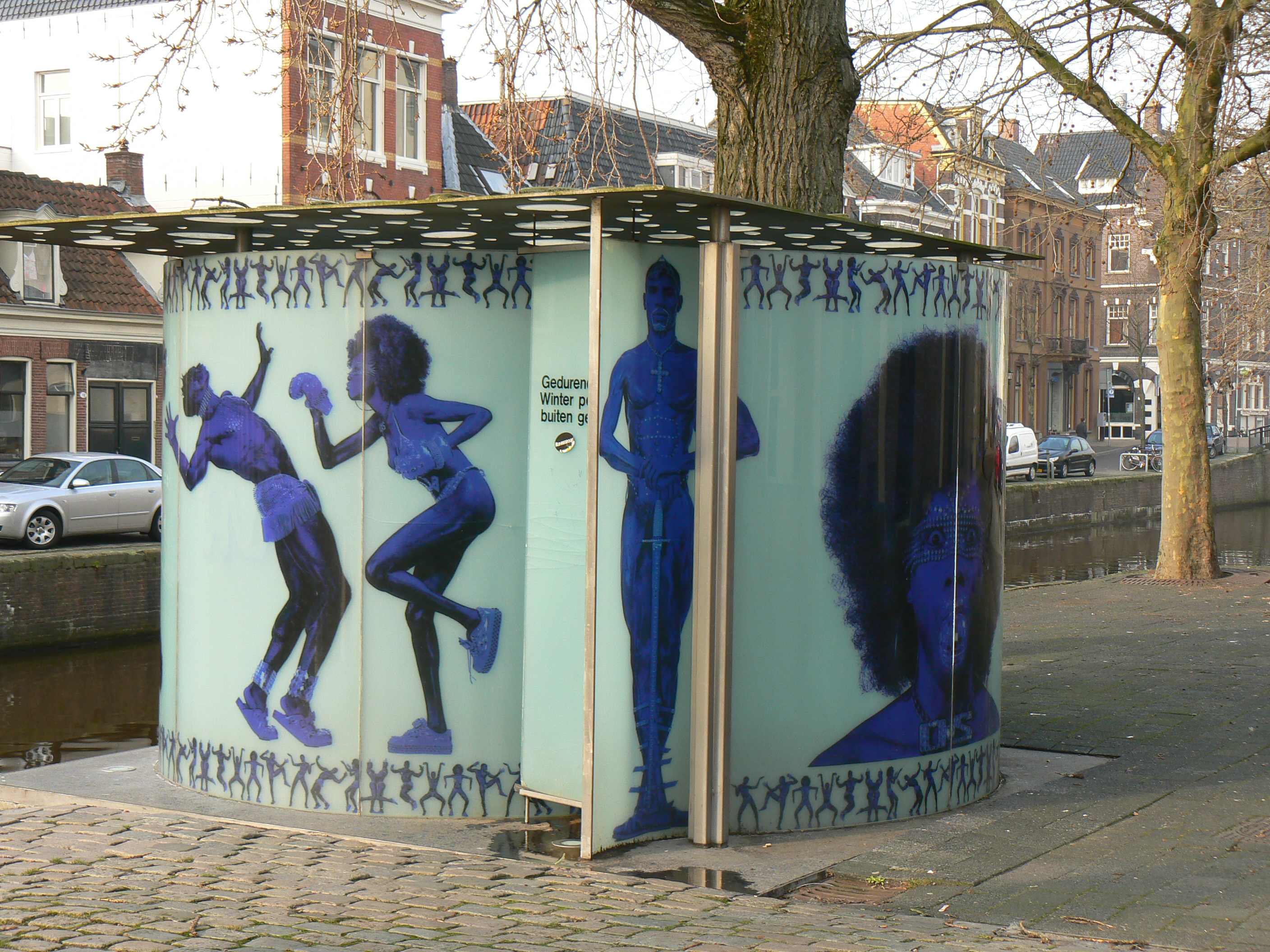
Toilette publique "Folly".
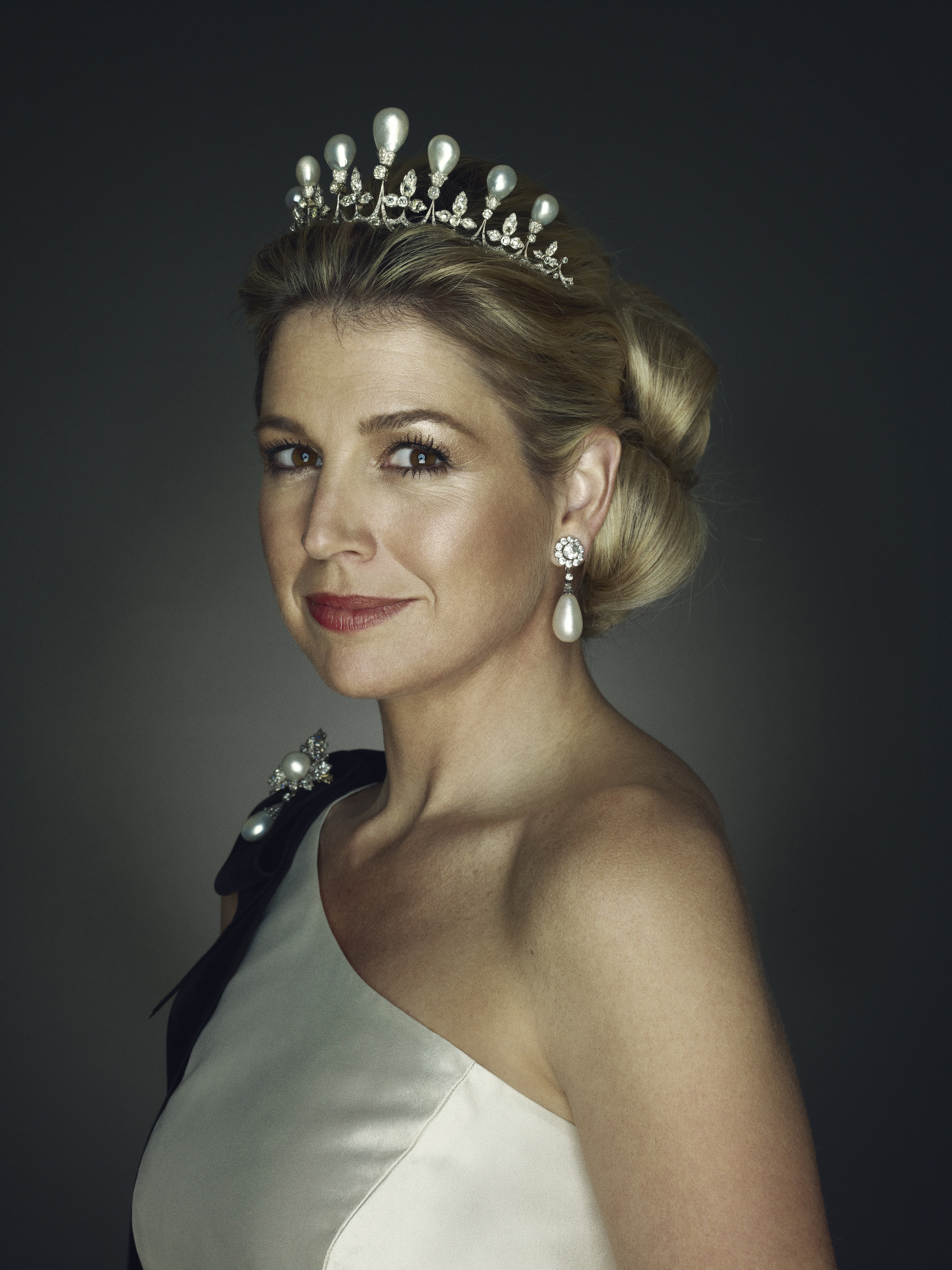
Máxima Zorreguieta, 2011.
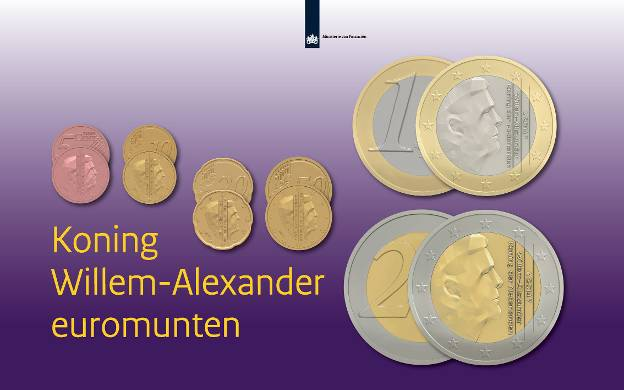
Design numismatique, 2013.

## Récompenses
- 1988 : premier prix du concours Young European Photographer
- 1999 : Lion d’argent au Festival international de la Publicité de Cannes pour sa campagne Diesel
- 2001 : Lion d’argent au Festival international de la Publicité de Cannes pour sa campagne Heineken
- 2006 : Photographe de l’année au prix international de la couleur[9]
- 2007 : prix de l'artiste de l'année aux Pays-Bas par le magazine Kunstbeeld
- 2008 : prix Lucie pour l'ensemble de son œuvre en photographie
- 2011 : prix Johannes Vermeer pour la grande qualité de l'ensemble de son œuvre en photographie

## Publications
- 1985 : Stadsgezichten (texte de Guus Luyters)
- 1988 : Chessmen, an attempt to play the Game
- 1990 : Blacks
- 1992 : Style Forms Function
- 1993 : Joy
- 1995 : Mind of their Own
- 2000 : Violence & Passion
- 2003 : Silver, catalogue de l'exposition au musée de Groningue
- 2005 : The Golden Age
- 2006 : Rain/Hope
- 2007 : Grief
- 2008 : Fall
- 2008 : Erwin Olaf, Aperture Foundation
- 2010 : Vite Private
- 2011 : Johannes Vermeer Prijs
- 2012 : Own
- 2014 : Volume II  [10]

## Expositions
- 2019 :

Anniversary Solo Show, Gemeente Museum The Hague & The Hague Museum of Photography, La Haye, Pays-Bas
- 2017 :

Album 13 d'Indochine, Galerie Rabouan Moussin, Paris.
Human&Nature, Gallery Kong, Séoul, République de Corée
- 2016 :

Erwin Olaf - Four Series, Centro de Arte Contemporáneo de Málaga, Malaga, Espagne
Cell of Emotions, National Art Gallery, Sofia, Bulgarie
Homage Louis Gallait, The Pushkin State Museum of Fine Arts, Moscou, Russie
- 2015 :

À Corps Perdu, galerie Magda Danysz, Paris
Erwin Olaf: The Empire of Illusion, Museo de Arte Contemporáneo de Rosario, Rosario, Argentine
"Retrospective", Fondation Oriente Museu, Macao, Chine
- 2014 :

Art & Fashion, galerie Magda Danysz, Paris
- 2013 : 
  - « Erwin Olaf - Berlin », Galerie Rabouan Moussion, Paris[13]
  - « Erwin Olaf - Waiting», Galerie Rabouan Moussion, Paris[14]
  - « Émotions - Installations », La Sucrière, Lyon
  - « Berlin », Galerie Hasted Kraeutler, New York
  - « Berlin », Hamiltons Gallery, Londres[15]
- 2012 : 
  - The Dark Side, galerie Rabouan Moussion, Paris
  - « Works 2000 - 2010 », galerie Art Statements, Hong Kong[16]
  - « Erwin Olaf », galerie Kong, Séoul
  - « Short Stories », galerie Wagner, Berlin[17]
- 2011 : 
  - « Erwin Olaf », galerie Art Statements, Tokyo
  - « Paradise the club », galerie Rabouan Moussion, Paris[18]
  - « High Tension », Carbon 12, Dubaï[19]
  - « Captured senses », Cer Modern, Ankara[20]
  - « Erwin Olaf », Nordic Light International Festival of Photography, Kristiansund[21]
- 2010 : 
  - « Erwin Olaf Hotel », galerie Magda Danysz, Paris[22]
  - « Erwin Olaf Hotel », galerie Paris-Beijing, Pékin
  - « Erwin Olaf - Recent Work », galerie Hamiltons, Londres
  - « Hotel, Dawn & Dusk », galerie Hasted Kraeutler, New York[23]
- 2009 : 
  - « Série Laboral Escena », galerie Magda Danysz, Paris[24]
  - « Rain, Hope, Grief & Fall », Institut néerlandais, Paris[25]
  - « Darts of Pleasure », Domus Artium Museum, Salamanque
  - « Moving Targets », Haifa Museum of Art, Haïfa[26]